# Oligolophus
Genre
Oligolophus est un genre d'opilions eupnois de la famille des Phalangiidae.

## Distribution
Les espèces de genre se rencontrent en écozone paléarctique.

## Liste des espèces
Selon World Catalogue of Opiliones (18/08/2025) :
- Oligolophus aequalis Franganillo-Balboa, 1926
- Oligolophus hansenii (Kraepelin, 1896)
- Oligolophus tienmushanensis Wang, 1941
- Oligolophus tridens (Koch, 1836)

## Systématique et taxinomie
Ce genre a été décrit par L. Koch en 1871.

## Publication originale
- L. Koch, 1871 : « Beiträge zur Kenntniss der Opilioniden des Mittel-Rhein-Gebietes. » Bericht über die Tätigkeit des Offenbacher Vereins für Naturkunde, vol. 12, p. 52–91 (texte intégral).